# Francisco de Almeida Monte
Francisco de Almeida Monte (Sobral, 3 de outubro de 1895 - Brasília, 1963), foi deputado federal pelo estado do Ceará entre os anos em 1946 e 1961.

## Biografia
Filho de João Júlio de Almeida Monte e de Raimunda Olga da Roca Monte. Cursou o primário em sua cidade natal, onde mais tarde se dedicou às atividades agrícolas e à pecuária. Em 1921 foi vereador à Câmara Municipal de Sobral e, em outubro de 1934, foi eleito deputado à Assembleia Constituinte do Ceará. Assumindo sua cadeira em 1935, participou dos trabalhos constituintes e, após a promulgação da Carta estadual, permaneceu na Assembleia até novembro de 1937, quando, com o advento do Estado Novo, os órgãos legislativos do país foram suprimidos.
Com o processo de redemocratização iniciado em 1945, em dezembro desse ano foi eleito deputado à Assembleia Nacional Constituinte pelo Ceará na legenda do Partido Social Democrático (PSD). Tomou posse de sua cadeira com a instalação da Assembleia, em fevereiro de 1946, e, promulgada a nova Constituição, em 18/9/1946, passou a exercer o mandato legislativo ordinário. Deixando o PSD, em outubro de 1950 foi reeleito à Câmara Federal na legenda do Partido Trabalhista Brasileiro (PTB), e, em outubro de 1954, na legenda das Oposições Coligadas, constituídas pelo PTB, a União Democrática Nacional (UDN) e o Partido Republicano (PR). Em outubro de 1958 obteve nova reeleição na legenda das Oposições Coligadas, dessa vez congregando o PTB, o PSD e o Partido de Representação Popular (PRP), e exerceu o mandato até março de 1961.
Era casado com Maria Perez Monte, com quem teve uma filha, Raimunda Olga Monte Barroso. Seu genro foi José Parsifal Barroso, deputado federal pelo Ceará (1951-1955 e 1971-1977), governador do estado (1959-1963), senador (1955-1956 e 1958-1959), e ministro do Trabalho (1956-1958).O Deputado Federal Francisco de Almeida Monte,o Cel.Chico Monte,faleceu em Brasília em 16 de março de 1961,o primeiro deputado a falecer na nova capital federal.

## Homenagens
- Uma escola em Fortaleza foi nomeada em homenagem ao deputado.[3]
- Uma escola em Alcântaras foi nomeada em homenagem ao deputado.[4]